# هالی (ویرجینیای غربی)
هالی (به انگلیسی: Holly) یک منطقهٔ مسکونی در ایالات متحده آمریکا است که در شهرستان کاناوا، ویرجینیای غربی واقع شده‌است. هالی ۲۷۶٫۱۵ متر بالاتر از سطح دریا واقع شده‌است.